# République arabe sahraouie démocratique
République arabe sahraouie démocratique
(ar) الجمهورية العربية الصحراوية الديمقراطية 
(es) República Árabe Saharaui Democrática 
- Territoire contrôlé par la RASD
- Territoire revendiqué sous occupation marocaine

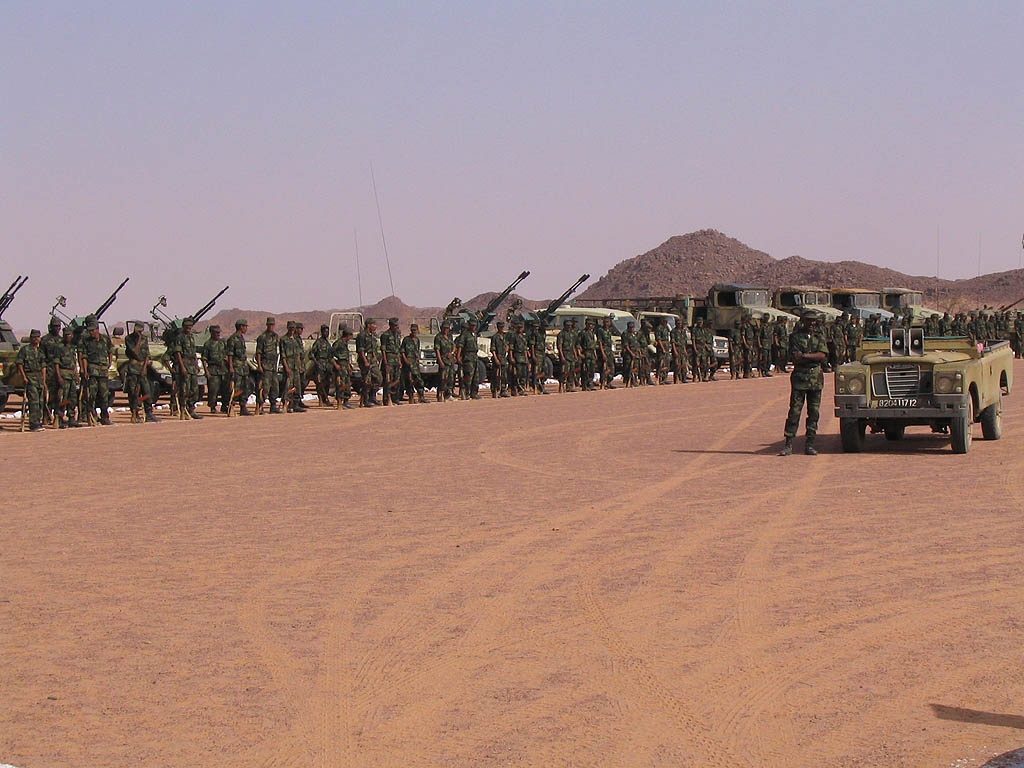
Rassemblement de troupes du Front Polisario en 2005.

La République arabe sahraouie démocratique, en abrégé la RASD (en arabe : الجمهورية العربية الصحراوية الديمقراطية, Al-Jumhūrīyya al-ʻArabīyya aṣ-Ṣaḥrāwīyya ad-Dīmuqrāṭīyya ; en espagnol : República Árabe Saharaui Democrática), est un État non reconnu par la majeure partie de la communauté internationale, proclamé le 27 février 1976 par le Front Polisario, qui revendique la souveraineté sur le territoire du Sahara occidental. Ce territoire est également revendiqué par le Maroc, qui contrôle 71-75 % de sa superficie.
Le Sahara occidental est un territoire où le processus de décolonisation n'est pas achevé selon l'Organisation des Nations unies (ONU), qui le considère comme non autonome,, bien que, depuis 2003, certains documents de l'ONU qualifient le Maroc d'autorité administrante, l’avis juridique de l’ONU de 2002 précise bien qu'il ne l'est pas, et n’a nullement le droit d’exploiter les ressources naturelles du Sahara occidental. Il est de facto contrôlé de 71 à 75 % par le Maroc et de 25 à 29 % par le Front Polisario. L’ONU condamne l’invasion du Sahara Occidental par le Maroc et ne reconnaît pas la légitimité de la prise de contrôle de la majorité du territoire, mais ne reconnaît pas non plus la légitimité de la proclamation de la RASD en 1976 par le Front Polisario.
Pour l'Union africaine, la RASD est un État africain : elle est membre à part entière de cette organisation depuis 1982.

## Histoire
Le 14 novembre 1975, à la suite de la Marche verte, l'Espagne, puissance coloniale tutélaire, signe les accords de Madrid avec le Maroc et la Mauritanie, qui prévoient la partition du Sahara occidental entre ces deux pays, sur la base de leurs liens historiques respectifs avec ce territoire. Cet accord va à l'encontre d'un avis consultatif de la Cour internationale de justice sur l'autodétermination du Sahara occidental, qui conclut que « les éléments et renseignements portés à sa connaissance n'établissent l'existence d'aucun lien de souveraineté territoriale entre le territoire du Sahara occidental d'une part, le Royaume du Maroc ou l'ensemble mauritanien d'autre part » et est dénoncé par l'Assemblée générale des Nations unies le 10 décembre, dans la résolution 3458.
Après le départ des troupes espagnoles, les troupes marocaines et mauritaniennes se trouvent rapidement confrontées à un mouvement autochtone en faveur de l'indépendance du territoire qui combattait déjà l’Espagne avant leur départ, le Front Polisario, soutenu par l'Algérie et la Libye.
Ce mouvement proclame la République arabe sahraouie démocratique, le 27 février 1976 à Bir Lahlou, au lendemain de l'abandon officiel du mandat espagnol sur le territoire. Selon lui, il s'agit de combler le vide institutionnel laissé par le départ des Espagnols[réf. nécessaire].
Le 5 août 1979, un accord de paix est signé entre la Mauritanie et le Front Polisario à Alger : la Mauritanie y déclare renoncer à toutes ses revendications territoriales sur le Sahara occidental mettant ainsi un terme à la guerre qui l'oppose au Front Polisario.
Le Maroc annexe alors la partie du territoire jusqu'alors concédée à la Mauritanie. Il construit une barrière de défense, le mur marocain, dans les années 1980, afin de déjouer les raids du Polisario. Après un enlisement progressif du conflit, le Maroc et le Front Polisario acceptent un cessez-le-feu le 6 septembre 1991. Depuis le cessez-le-feu, environ 190 militaires de la Mission des Nations unies pour l'organisation d'un référendum au Sahara occidental (MINURSO) surveillent les forces en présence ainsi que la préparation du référendum sur le statut final. Celui-ci a été repoussé à plusieurs reprises à cause du désaccord des deux parties sur le recensement des votants, le Maroc voulant inclure des marocains ayant été installés après 1975, le Front Polisario voulant rester sur les listes électorales établies par l’ONU en premier lieu[réf. nécessaire].

## Territoire
La RASD revendique la totalité du Sahara occidental. Depuis le cessez-le-feu de 1991, elle contrôle le territoire à l'est du mur marocain, qui représente environ 20 % du Sahara occidental. La population de ce territoire est estimée à 30 000 personnes, essentiellement nomades.
Bir Lahlou se trouve dans la partie du territoire du Sahara occidental sous contrôle du Front Polisario, et est la capitale temporaire de la RASD. La capitale proclamée, Laâyoune ou El-Ayoun, est sous contrôle marocain. L'activité au quotidien de la RASD se tient dans les camps de réfugiés de la région de Tindouf, en Algérie.

## Institutions
La constitution actuelle de la RASD a été adoptée en 1999.
Le gouvernement de la RASD se compose :
- pour l'exécutif, du président et du Conseil des ministres ;
- pour le législatif, du Conseil national sahraoui (CNS) ;
- pour le judiciaire, de juges nommés par le président.

Le CNS comporte 101 membres, tous membres du Front Polisario. Depuis les années 1980, il a fait d'importants efforts pour désenchevêtrer les institutions de la RASD de celles du Front Polisario. Bien que constitutionnellement faible, il est parvenu à renverser le gouvernement en 1999 à la suite d'une motion de censure.

## Dirigeants
| Nom                      | Dates                          | Notes                                                |
| ------------------------ | ------------------------------ | ---------------------------------------------------- |
| El-Ouali Moustapha Sayed | 29 février 1976 - 9 juin 1976  | Président du Conseil révolutionnaire                 |
| Mahfoud Ali Beiba        | 10 juin 1976 - 30 août 1976    | Président par intérim du Conseil révolutionnaire     |
| Mohamed Abdelaziz        | 30 août 1976 - 16 octobre 1982 | Président du Conseil de commandement révolutionnaire |
| Mohamed Abdelaziz        | 16 octobre 1982 - 31 mai 2016  | Président de la RASD                                 |
| Brahim Ghali             | 9 juillet 2016. -              | Président de la RASD                                 |

Brahim Ghali est également secrétaire général du Front Polisario depuis le 9 juillet 2016.
| Nom                       | Dates                                | Notes |
| ------------------------- | ------------------------------------ | ----- |
| Mohamed Lamine Ould Ahmed | 5 mars 1976 - 4 novembre 1982        |       |
| Mahfoud Ali Beiba         | 4 novembre 1982 - 18 décembre 1985   |       |
| Mohamed Lamine Ould Ahmed | 18 décembre 1985 - 16 août 1988      |       |
| Mahfoud Ali Beiba         | 16 août 1988 - 18 septembre 1993     |       |
| Bouchraya Hammoudi Beyoun | 19 septembre 1993 - 8 septembre 1995 |       |
| Mahfoud Ali Beiba         | 8 septembre 1995 - 10 février 1999   |       |
| Bouchraya Hammoudi Beyoun | 10 février 1999 - 29 octobre 2003    |       |
| Abdelkader Taleb Oumar    | 29 octobre 2003 - 4 février 2018     |       |
| Mohamed Wali Akeik        | 4 février 2018 - 13 janvier 2020     |       |
| Bouchraya Hammoudi Beyoun | 13 janvier 2020 - en fonction        |       |

Hamma Salama est le président du Conseil national sahraoui.

## Reconnaissance internationale
La RASD est membre de l'Union africaine (alors OUA) depuis 1982, ce qui a provoqué le départ du Maroc de cette organisation en 1984. La RASD fournit depuis 2009 des troupes pour la force africaine d'alerte de l'UA.
Le principe de l'autodétermination du peuple sahraoui est appuyé par le mouvement des non-alignés. La RASD n'est reconnue ni par l'Organisation des Nations unies (ONU), ni par la Ligue arabe, ni par l'Union du Maghreb arabe, ni par l'Organisation de la coopération islamique ni par aucun pays européen ou pays membre permanent dans le Conseil de sécurité des Nations unies.
La majorité des États ayant dans le passé reconnu la RASD sont africains. Plus de 70 pays ont reconnu la RASD au long de l'histoire. Plus de 50 pays sont revenus sur leur reconnaissance passée de la RASD.

Quatre façons dont le Sahara occidental et le Maroc sont représentés sur les cartes: [1] Le Maroc et le Sahara occidental sont présentés séparément. [2] Sahara occidental présenté comme territoire contesté. [3] Sahara occidental montré séparément, mais englobant seulement les zones contrôlées par la République arabe sahraouie démocratique, tandis que le reste est montré comme faisant partie du Maroc. [4] Le Sahara occidental fait partie du Maroc.

Ni l'Union européenne ni ses membres ne reconnaissent la RASD. Le 21 décembre 2016 (annulé par le Tribunal de l’Union européenne  le 29 septembre 2021), un arrêt de la Cour de justice de l'Union européenne exclut cependant le Sahara occidental de l'accord agricole entre le Maroc et l'Union européenne, ce qui est perçu comme une pression en faveur de la reconnaissance d'un statut séparé. À la suite de cet arrêt, le Maroc annonce le 25 février 2016 la suspension de ses contacts avec l'Union européenne. L'accord agricole est finalement adopté à une très large majorité au Parlement européen le 16 janvier 2019, avec la même préférence tarifaire pour les produits issus du Sahara occidental que ceux du territoire du Maroc tel que reconnu par l'Union.
Un rapport remis au Parlement européen en 2002 indique que la RASD était reconnue par 54 États à travers le monde, et 72 l'ont reconnue à un moment ou à un autre.

### États reconnaissant ou ayant reconnu la RASD

République arabe sahraouie démocratique
États reconnaissant actuellement la RASD
États ayant suspendu ou retiré leur reconnaissance

Selon le tableau ci-dessous, plusieurs pays ont reconnu la RASD, certains ont retiré leur reconnaissance ou rompu les relations diplomatiques avec elle.
Le Pérou rétablit ses relations diplomatiques avec la RASD le 9 septembre 2021 avant de les rompre de nouveau le 18 août 2022 à l'initiative du ministre des Relations extérieures, Miguel Rodríguez MacKay. Cependant, ce dernier est désavoué trois semaines plus tard par le président péruvien Pedro Castillo, qui annonce le 8 septembre sur Twitter le rétablissement des liens avec la RASD, précipitant par ailleurs la démission de MacKay le lendemain,. En revanche, ce dernier est à son tour lui-même désavoué en personne un an plus tard par la nouvelle présidente Dina Boluarte, dont le gouvernement annonce le 8 septembre la suspension des relations avec la RASD.
| État                                  | Date de la reconnaissance          | Date de retrait de la reconnaissance  |
| ------------------------------------- | ---------------------------------- | ------------------------------------- |
| Madagascar                            | 28 février 1976                    | 7 avril 2005, (gelée)                 |
| Burundi                               | 29 février 1976                    | 25 octobre 2010                       |
| Algérie                               | 6 mars 1976                        |                                       |
| Bénin                                 | 9 mars 1976                        | 21 mars 1997,                         |
| Angola                                | 9 mars 1976                        |                                       |
| Mozambique                            | 11 mars 1976                       |                                       |
| Guinée-Bissau                         | 11 mars 1976                       | 30 mars 2010                          |
| Corée du Nord                         | 15 mars 1976                       |                                       |
| Togo                                  | 15 mars 1976                       | juin 1997                             |
| Rwanda                                | 30 mars 1976                       |                                       |
| Yémen du Sud                          | 2 février 1978                     | 22 mai 1990 (ancien pays)             |
| Seychelles                            | 25 octobre 1977                    | 17 mars 2008                          |
| République du Congo                   | 3 juin 1978                        | 13 septembre 1996                     |
| Sao Tomé-et-Principe                  | 20 juin 1978                       | 23 octobre 1996                       |
| Guinée équatoriale                    | 3 juin 1978                        | mai 1980                              |
| Panama                                | 23 juin 1978                       | 31 janvier 2024                       |
| Tanzanie                              | 9 novembre 1978                    |                                       |
| Éthiopie                              | 24 février 1979                    |                                       |
| Cambodge                              | 10 avril 1979                      | 12 août 2006                          |
| Laos                                  | 9 mai 1979                         |                                       |
| Vietnam                               | 2 mars 1979                        |                                       |
| Afghanistan                           | 23 mai 1979                        | 12 juin 2002                          |
| Cap-Vert                              | 4 juillet 1979                     | 28 juillet 2007 (gelée)               |
| Grenade                               | 24 août 1979                       | 16 août 2010                          |
| Ghana                                 | 24 août 1979                       | 8 janvier 2025                        |
| Guyana                                | 1er septembre 1979                 | 14 novembre 2020                      |
| Dominique Sainte-Lucie                | 1er septembre 1979                 | 16 août 2010                          |
| Jamaïque                              | 4 septembre 1979                   | 14 septembre 2016                     |
| Ouganda Nicaragua                     | 6 septembre 1979                   |                                       |
| Mexique                               | 8 septembre 1979                   |                                       |
| Lesotho                               | 9 octobre 1979                     |                                       |
| Zambie                                | 12 octobre 1979                    | 1er mars 2018                         |
| Cuba                                  | 20 janvier 1980                    |                                       |
| Sierra Leone                          | 27 mars 1980                       | 16 juillet 2003                       |
| Libye                                 | 15 avril 1980                      | 2011                                  |
| Eswatini                              | 28 avril 1980                      | 16 juin 2017                          |
| Botswana                              | 14 mai 1980                        |                                       |
| Zimbabwe                              | 3 juillet 1980                     |                                       |
| Tchad                                 | 4 juillet 1980                     | 17 mars 2006                          |
| Mali                                  | 4 juillet 1980                     | 27 décembre 2009                      |
| Costa Rica                            | 30 octobre 1980                    | 22 avril 2000                         |
| Vanuatu                               | 26 novembre 1980                   | 24 novembre 2000                      |
| Papouasie-Nouvelle-Guinée             | 12 août 1981                       | 2 avril 2011                          |
| Tuvalu Kiribati Nauru                 | 12 août 1981                       | 15 septembre 2000                     |
| Îles Salomon                          | 12 août 1981                       | janvier 1989                          |
| Maurice                               | 1er juillet 1982                   |                                       |
| Venezuela                             | 4 août 1982                        |                                       |
| Suriname                              | 21 août 1982                       | 9 mars 2016                           |
| Bolivie                               | 17 décembre 1982 16 septembre 2021 | 20 janvier 2020                       |
| Équateur                              | 14 novembre 1983                   | 22 octobre 2024 (suspension)          |
| Mauritanie                            | 27 février 1984                    |                                       |
| Burkina Faso                          | 4 mars 1984                        | 5 juin 1996                           |
| Pérou                                 | 19 août 1984 9 septembre 2021,     | octobre 1996                          |
| Nigeria                               | 11 novembre 1984                   |                                       |
| Yougoslavie puis Serbie-et-Monténégro | 28 novembre 1984                   | 28 octobre 2004                       |
| Colombie                              | 5 mars 1985                        |                                       |
| Liberia                               | 30 juin 1985                       | 5 septembre 1997                      |
| Inde                                  | 1er octobre 1985                   | 26 juin 2000                          |
| Guatemala                             | 5 avril 1986                       | avril 1998,                           |
| République dominicaine                | 25 juin 1986                       | 23 mai 2002                           |
| Trinité-et-Tobago                     | 3 novembre 1986                    |                                       |
| Belize                                | 18 novembre 1986                   |                                       |
| Saint-Christophe-et-Niévès            | 21 février 1987                    | 16 août 2010                          |
| Antigua-et-Barbuda                    | 28 février 1987                    | 16 août 2010                          |
| Albanie                               | 29 décembre 1987                   | 11 novembre 2004                      |
| Barbade                               | 27 février 1988                    | 21 juin 2019 (gel le 13 février 2013) |
| Salvador                              | 1er août 1989                      | 15 juin 2019                          |
| Honduras                              | 8 novembre 1989                    |                                       |
| Namibie                               | 11 juin 1990                       |                                       |
| Malawi                                | 16 novembre 1994                   | 5 mai 2017                            |
| Paraguay                              | 9 février 2000                     |                                       |
| Saint-Vincent-et-les-Grenadines       | 14 février 2000                    | 13 février 2013                       |
| Timor oriental                        | 20 mai 2002                        |                                       |
| Afrique du Sud                        | 15 septembre 2004                  |                                       |
| Kenya                                 | 25 juin 2005                       |                                       |
| Uruguay                               | 26 décembre 2005                   |                                       |
| Haïti                                 | 22 novembre 2006                   | 11 octobre 2013                       |
| Soudan du Sud                         | 9 juillet 2011                     | 28 septembre 2018                     |

## Puissance militaire
L'Armée populaire de libération sahraouie (APLS) est le nom officiel qui a été donné à l'armée de la République arabe sahraouie démocratique, sa création remonte au 10 mai 1973 à l'occasion du congrès fondateur du Front Polisario, son objectif assigné est de « libérer le territoire du Sahara occidental de l'emprise étrangère », pour ce faire l'armée sahraouie dispose d'un arsenal qui est constitué de chars de combat T-62, T-55 et T-50, de systèmes de défense antiaérienne comme le 2K12 Kub, Strela-2M, SA-9 Gaskin, d'une artillerie lourde composée principalement BM-21, ainsi que de véhicules blindés tel que le AML-60/90, et BMP-1.
Début 2009, elle doit fournir une compagnie renforcée de type mixte (génie et reconnaissance) à une force multinationale de l'Union africaine.

## Monnaie
La devise de la RASD est la peseta sahraouie, dont le cours officiel est de 166,386 pour un euro, c'est-à-dire le cours de l'ancienne peseta espagnole. Le dirham marocain est la monnaie utilisé sur le territoire du Sahara occidental sous contrôle du Maroc tandis que le dinar algérien est utilisé sur le territoire sous contrôle de la RASD et dans les camps de réfugiés sahraouis en Algérie.

## Philatélie
Les timbres émis après 1975 par la RASD ne sont pas pris au sérieux par les philatélistes. En effet, le Maroc ne reconnaît pas les timbres émis par la république sahraouie, et le territoire dans les faits, utilise les timbres marocains. Cependant, le marché philatélique mondial a connu des émissions de timbres de la RASD. Légalement, les timbres utilisés et ayant cours sur place sont ceux du Maroc, et ceux de la RASD (émis en Pesetas) ne sont pas reconnus par l'Union postale universelle car ce pays n'est toujours pas reconnu comme indépendant, et souverain. En outre, le Maroc considère que le Sahara est l'une de ses provinces, et n'accepte pas ces timbres, tout comme il ne reconnaît pas la république sahraouie.
Ces timbres sont donc pour la majeure partie introuvable sur place, d'autant plus que le Maroc proteste depuis des années auprès de l'UPU et l'ONU pour dire et faire attester que le Sahara fait partie intégrante du royaume du Maroc.
Par principe, ils n'ont donc cours en aucun lieu ni dans quelque partie du territoire que ce soit. De plus, quand ils sont oblitérés, ils le sont généralement à Dakhla (Ex-Villa Cisneros), mais cette ville est dans une zone contrôlée par le Maroc, or le Maroc ne reconnaît pas la RASD, et encore moins les timbres émis par celle-ci. Les timbres en usages au Sahara sont les timbres marocains, sans surcharge. Par ailleurs, les timbres émis du temps de la colonisation espagnole, avant 1975, sont recherchés par de nombreux philatélistes, et souvent, ils se trouvent assez facilement, et à un bon prix. Ces timbres non reconnus se retrouvent souvent dans les lots de marchands de timbres, ou de professionnels de la philatélie.